# Colpochila trichopyga
Colpochila trichopyga är en skalbaggsart som beskrevs av Blackburn 1906. Colpochila trichopyga ingår i släktet Colpochila och familjen Melolonthidae. Inga underarter finns listade i Catalogue of Life.